# 金沟站
金沟站是一个锦承线上的铁路车站，位于辽宁省朝阳市龙城区，建于1927年，目前为四等站，邮政编码为122001。目前不办理客运营业；货运：办理整车货物发到。